# Rowan Atkinson
Rowan Sebastian Atkinson CBE (sinh ngày 6 tháng 1 năm 1955) là một diễn viên hài kịch, diễn viên điện ảnh và nhà biên kịch người Anh, với các vai diễn tên tuổi trong các bộ phim hài Anh như Blackadder, The Thin Blue Line và Mr. Bean. Ông đã từng được thời báo The Observer (Người quan sát) bình chọn là một trong 50 diễn viên hài kịch xuất sắc nhất Anh Quốc.

## Thuở thiếu thời
Rowan Atkinson tên thật là Rowan Sebastian Atkinson, sinh ngày 6 tháng 1, 1955 tại Conset - hạt Durham. Cha ông là Eric Atkinson, làm nghề nông và cũng là giám đốc một công ty cùng mẹ ông là Ella May (nhũ danh Bambridge) kết hôn ngày 29 tháng 1, 1945. Ông có hai người anh trai, Rodney Atkinson, một nhà kinh tế học kiên định, và Rupert Atkinson.
Rowan là một người theo công giáo Anh. Ông đã từng học Trường hợp xướng Durham, trường phổ thông St Bees và theo học ngành kỹ sư điện tại Đại học Newcastle. Ông học lên thạc sĩ tại trường The Queen trực thuộc Đại học Oxford và lần đầu tiên tạo được sự chú ý với công chúng tại Hội diễn Edinburg Fringe năm 1976. Tại đại học Oxford, ông cũng thường xuyên biểu diễn các vở kịch ngắn trong các cuộc thi của OUDS (Oxford University Dramatic Society), các chương trình của Oxford Revue và Câu lạc bộ Sân khấu Thực nghiệm (ETC), tại đây ông đã gặp được nhà biên kịch Richard Curtis và nhạc sĩ Howard Goodall, những người sau này ông đã tiếp tục hợp tác trong suốt sự nghiệp của mình.

## Sự nghiệp

### Truyền hình
Sau khi vào đại học, Rowan Atkinson cùng Angus Deayton cùng diễn cặp trong một vở kịch dạo mà sau này đã được dựng thành phim trong một chương trình truyền hình. Sau thành công của chương trình ấy, ông làm cố vấn cho ITV năm 1979 tên là Canned Laughter (Nụ cười đóng hộp). Rowan còn tiếp tục làm chương trình Not the Nine O'Clock News (Không phải Thời sự 9.00) do bạn ông, John Lloyd, sản xuất. Trong chuyên mục này ông đóng cùng với Pamela Stephenson, Griff Rhys Johnes và Mel Smith, đồng thời cũng là một trong những người viết kịch bản chính cho các vở kịch ngắn.
Thành công của Not the Nine O'Clock News đã đưa ông đến với một vai diễn trong bộ phim hài kịch tình huống (sitcom) kiểu trung cổ tên là The Black Adder năm 1983, trong đó ông là đồng tác giả kịch bản với Richard Curtis. Mặc dù đã có một sự sáp nhập nhưng phần 2 của loạt phim vẫn được viết tiếp, lần này là do Curtis và Ben Elton, và lên sóng lần đầu năm 1985. Blackadder II xoay quanh vận may của một trong những người cháu nối dõi nhân vật chính do Rowan thủ vai trong phần I, xảy ra dưới triều đại Elizabeth. Chủ đề tương tự cũng được lặp lại trong 2 phần tiếp theo là Blackadder the Third (năm 1987 - bối cảnh dưới thời Regency) và Blackadder Goes Forth (1989 - bối cảnh thời Thế chiến I). Loạt phim Blackadder tiếp tục trở thành một trong những phim hài kịch tình huống thành công nhất mọi thời đại của đài truyền hình BBC và cho ra mắt thêm các phần phim số đặc biệt bao gồm Blackadder's Christmas Carol (năm 1988) và Blackadder: The Calvalier Years (năm 1988).
Một tác phẩm nổi tiếng khác của Rowan Atkinson là Mr. Bean, câu chuyện kể về Ngài Bean xui xẻo, xuất hiện lần đầu vào dịp Năm mới năm 1990 trong một chuyên mục đặc biệt kéo dài nửa giờ trên kênh truyền hình Thames Televison. Nhân vật Mr. Bean được xem như có điểm gì đó giống với một Charlie Chaplin hiện đại. Trong suốt thời gian này, Rowan xuất hiện tại lễ hội hài kịch Just for Laughs ở Montreal năm 1987 và 1989. Các phần tiếp theo của Mr. Bean xuất hiện trên truyền hình vào những năm 1990, và được làm thành phim năm 1997 với tiêu đề Bean, do Mel Smith đạo diễn, cũng là bạn diễn cũ của Rowan trong chương trình Not the Nine O'Clock News. Tác phẩm điện ảnh thứ hai ra mắt năm 2007 với tiêu đề Mr. Bean's Holiday (Kỳ nghỉ của Mr. Bean).
Rowan Atkinson cũng có một số lần tham gia quảng cáo cho các sản phẩm của Hitachi, Fujifilm và chương trình Hiến máu nhân đạo. Nổi tiếng nhất là khi ông xuất hiện trong vai diễn một điệp viên tình báo xui xẻo và chuyên làm hỏng việc trong một loạt phim quảng cáo dài tập cho hãng Barclaycard, nhân vật sau này làm hình mẫu cho nhân vật chính trong bộ phim Johnny English (Điệp viên Không-Không-Thấy) của ông. Tháng 5, 2008 ông xuất hiện trong loạt phim tài liệu Comedy Map of Britain (Bản đồ Hài kịch Vương Quốc Anh) của đài truyền hình BBC.

### Điện ảnh

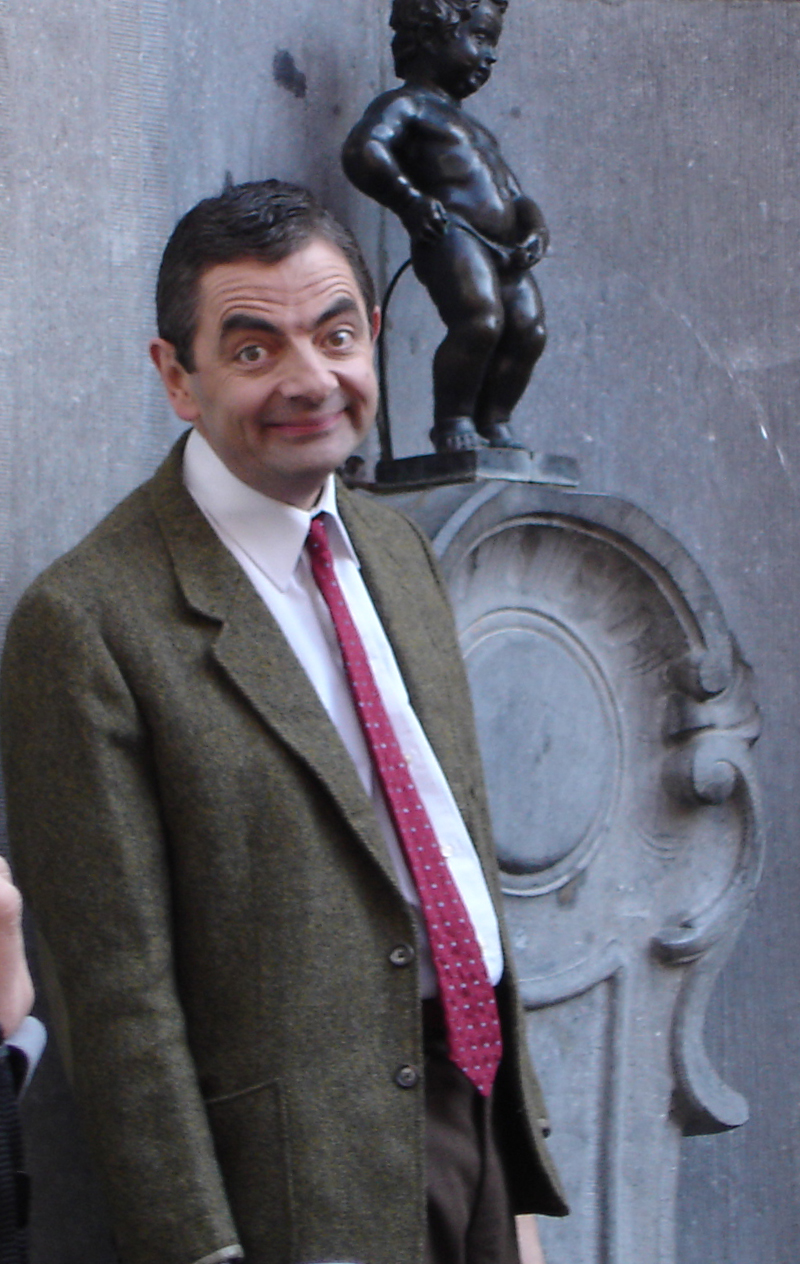
Rowan Atkinson trong vai Mr. Bean ở Brussels bên cạnh Manneken Pis.

Sự nghiệp điện ảnh của Rowan Atkinson bắt đầu từ năm 1983 với một vai phụ trong bộ phim về điệp viên 007 - Never Say Never Again (Đừng bao giờ nói Không bao giờ) và một vai chính trong phim Dead on Time (Chết đúng lúc) cùng với Nigel Hawthorne. Ông xuất hiện trong bộ phim đầu tay của Mel Smith với vai trò đạo diễn - The Tall Guy (Chàng trai cao lớn) năm 1989. Ông cũng xuất hiện trong bộ phim The Witches (Phù thủy) năm 1990 do Roald Dahl đạo diễn cùng các diễn viên Anjelica Huston và Mai Zetterling. Năm 1993 ông đóng vai Dexter Hayman trong bộ phim Hot Shots! Part Deux, một bộ phim nhái theo Rambo III do Sylvester Stallone thủ vai chính.
Với vai diễn vị cha xứ ăn nói vụng về trong bộ phim Four Weddings and a Funeral (Bốn đám cưới và một đám tang), Rowan Atkinson đã nhận được nhiều sự chú ý hơn từ khán giả. Cùng trong năm đó ông tham gia lồng tiếng cho nhân vật con chim mỏ sừng Zazu trong bộ phim nổi tiếng của Walt Disney - The Lion King (Vua sư tử). Rowan tiếp tục đóng các vai phụ trong một số bộ phim hài thành công, bao gồm cả Rat Race (năm 2001), Scooby-Doo (năm 2002) và Love Actually (Tình yêu đích thực - năm 2003).
Ngoài các vai phụ, Rowan Atkinson cũng rất thành công với nhiều vai chính. Nhân vật truyền hình của ông - Mr. Bean - đã được chuyển thể lên màn ảnh rộng vào năm 1997 với bộ phim Bean đã thành công trên toàn thế giới. Phần tiếp theo của bộ phim, Mr. Bean's Holiday, đã trình chiếu từ tháng 3, 2007 và có thể đây sẽ là lần cuối cùng ông diễn vai này. Ông cũng đã từng diễn một vai nhái theo hình mẫu điệp viên 007 James Bond trong bộ phim cùng tên - Johnny English năm 2003. Keeping Mum (Im thin thít và Lặn mất tăm - sản xuất năm 2005, ra mắt tại Hoa Kỳ năm 2006) là một sự khởi đầu đối với Rowan Atkinson trong một vai chính kịch.

### Phong cách hài kịch
Một trong số những sáng tạo hài kịch nổi tiếng đã trở thành thương hiệu của ông là khẩu hình phát âm chữ "B", ví dụ như khi ông phát âm chữ "Bob" trong một phần phim Blackadder.
Phong cách của Rowan Atkinson thường là sử dụng cử chỉ nhiều hơn lời nói. Phong cách cử chỉ được so sánh với Charlie Chaplin của ông đã khiến Rowan Atkinson khác biệt trong khi phần lớn các bộ phim truyền hình hay điện ảnh hài đều mang nặng những đoạn đối thoại, và các vở hài kịch trên sân khấu chủ yếu do diễn viên độc diễn. Tài năng này đã mang lại cho ông biệt danh "người đàn ông có khuôn mặt cao su".

## Cuộc sống cá nhân

### Hôn nhân gia đình
Rowan Atkinson lần đầu tiên gặp vợ mình là Sunetra Sastry trong khi đang làm bộ phim Blackadder. Năm 1990 họ kết hôn lặng lẽ trong phòng trà Russian Tea ở New York, Hoa Kỳ và Stephen Fry làm phụ rể. Hai người có hai đứa con, Lily và Benjamin, cả gia đình sống ở Apethorpe, Northamptonshire, Anh Quốc trước khi ông và vợ ly hôn vào năm 2014.Hai người có 1 con chung được sinh ra vào tháng 12, 2007. Sau khi ly hôn, năm 2014, ông hẹn hò với Louise Ford, người kém ông 28 tuổi.

### Chính trị
Tháng 6, 2005, Rowan Atkinson dẫn một đoàn các diễn viên và nhà biên kịch tên tuổi nhất Anh Quốc, bao gồm cả Nicholas Hytner, Stephen Fry và Ian McEwan, đến Nghị viện Anh trong nỗ lực bắt buộc Quốc hội phải đưa ra xem xét lại dự luật Chống phân biệt Sắc tộc và Tôn giáo gây nhiều tranh cãi. Bản dự luật này nếu được thông qua thì các nhóm hồi giáo sẽ được cấp phép sử dụng một loại "vũ khí có sức mạnh không cân xứng", điều này có thể gây ra một mối đe dọa về sự kỳ thị văn hóa trong cộng đồng các nghệ sĩ

### Sở thích xe hơi
Với tài sản ước tính khoảng 100 triệu bảng Anh, Rowan Atkinson có thể theo đuổi niềm đam mê xe hơi của mình, vốn đã bắt đầu từ khi ông lái chiếc Morris Minor của mẹ quanh trang trại gia đình. Ông cũng đã có nhiều bài báo cho các tạp chí Car và Evo.
Rowan cũng có chứng chỉ lái xe hàng hạng nặng của Anh Quốc (LGV - Large Goods Vehicle), vì xe tải cũng là một niềm đam mê của ông, và cũng là phương tiện kiếm sống từ khi ông còn là một diễn viên trẻ.
Là một người yêu thích, cũng như đã từng tham gia các cuộc đua xe, Rowan đã vào vai một tay đua tên là Henry Birkin trong vở kịch truyền hình Full Throttle (Chạy hết ga) năm 1995. Năm 1991, ông tham gia diễn xuất trong loạt kịch ngắn tự sáng tác mang tên The Driven Man, câu chuyện kể về một người lái xe vòng quanh London để cố gắng thỏa mãn niềm đam mê xe hơi của mình, cùng tranh luận với tài xế taxi, cảnh sát, những người bán xe cũ và cả các bác sĩ tâm lý.
Bộ sưu tập của Rowan bao gồm chủ yếu các dòng xe Aston Martins, bao gồm cả chiếc DB7 Vantage được dùng trong Johnny English. Chiếc V8 Zagato với biển số đặc biệt, đã được nhân vật của ông là Dexter trong bộ phim The Tall Guy điều khiển. Ông tỏ ra rất hứng thú với lái xe tốc độ khi nhập vai trong phim và từng bị tước bằng lái vì gây ra tai nạn. Ông còn đua xe bằng chiếc V8 Zagato sau khi đâm phải hàng rào chắn và chạy thoát vô sự trong một sự kiện của Câu lạc bộ những người sở hữu xe Aston Martin tại trường đua Croft năm 2001. Ông cũng từng nổi tiếng khi đặt hàng một chiếc xe đặc biệt của Morgan Aero Max có giá lên tới 110.000 bảng Anh.
Rowan từng đua với nhiều chiếc xe khác, trong đó có hai lần đua cho giải Renault Clio Cup cùng với chiếc Renault 5 GT Turbo. Ông sở hữu một chiếc McLaren F1, chiếc xe đã từng gây ra tai nạn với một chiếc Austin Metro. Ngoài ra trong bộ sưu tập của ông còn có một chiếc Audi A8 và một chiếc Honda Civic Hybrid.
Chính khách Đảng Bảo thủ Alan Clark, bản thân ông cũng là một người hâm mộ ô tô, trong cuốn nhật ký đã xuất bản của mình, ông đã kể lại một cuộc gặp gỡ với người mà sau này ông mới nhận ra đó là Rowan Atkinson khi Rowan đang lái xe qua vùng Oxfordshire tháng 5, 1984: "Vừa khi rời khỏi đường lớn vùng Thame, tôi đã nhận ra một chiếc Aston Martin DBS V8 màu đỏ đang dừng lại ở vệ đường, nắp ca-pô mở lên, bên cạnh là một người đang cúi xuống tỏ vẻ không hài lòng. Tôi bảo Jane vào một quán cafe gần đó rồi đi bộ lại gần. Một chiếc DV8 đang trục trặc luôn là cơ hội tốt cho một kẻ tò mò". Alan Clark ngỏ ý muốn dùng chiếc Rolls Royce của mình để kéo chiếc xe của Rowan tới bục điện thoại gần nhất, nhưng lại phải thất vọng khi bị từ chối một cách lịch sự. Clark nói rằng: "he didn't sparkle, was rather disappointing and chetif".
Có một chiếc xe Rowan yêu thích nhưng không sở hữu là Porsche. Ông nói rằng: "Tôi luôn có vấn đề với những chiếc Porsche. Chúng là những chiếc xe tuyệt vời, nhưng tôi biết tôi không bao giờ có thể chung sống hòa bình cùng bất kỳ một chiếc nào. Bằng cách này hay cách khác, những người đi xe Porsche điển hình - tôi ước là họ sẽ không khó chịu khi nghe thấy điều này - nhưng thật sự làm tôi có cảm tưởng đó không phải là mẫu người mà tôi thích. Tôi không đi khắp nơi và nói rằng những chiếc Porsche chỉ là đóng sắt vụn, nhưng tôi biết rõ rằng tôi không thể sở hữu một chiếc cho mình".

## Các tác phẩm

### Truyền hình
- The Secret Policeman's Ball (1979), bộ phim đặc biệt dành cho tổ chức Amnesty International
- Not the Nine O'Clock News (1979–1982)
- Blackadder trong vai Prince Edmund (Phần 1), Huân tước Blackadder (Phần 2), Edmund Blackadder (Phần 3 & 4) & Ebenezer Blackadder (Blackadder's Christmas Carol) (1983-1989)
- Mr. Bean trong vai Mr. Bean (1989–1995, 1997, 2002, 2007)
- Bernard and the Genie trong vai Bernard's Boss (1991) (TV movie)
- Funny Business (1992), một bộ phim tài liệu về hài kịch
- The Thin Blue Line trong vai Inspector Raymond Fowler(1995–1996)
- Chương trình Comic Relief Red Nose Day, bao gồm: 
  - Blackadder: The Cavalier Years trong vai Edmund Blackadder (1988)
  - Mr Bean's Red Nose Day trong vai Mr Bean (1991)
  - (I Wanna Be) Elected trong vai Mr Bean (1992)
  - Blind Date with Mr Bean trong vai Mr Bean (1993)
  - Torvill and Bean trong vai Mr Bean (1995)
  - Bean the Movie (1997)
  - "Doctor Who and the Curse of Fatal Death" trong vai Bác sĩ (1999)
  - Popsters trong vai Nasty Neville (2001)
  - Lying to Michael Jackson trong vai Martin Bashir (2003)
  - Spider-Plant Man trong vai Peter Piper và Spider-Plant Man (2005)
  - Mr. Bean's Holiday trong vai Mr Bean (2007)
  - Scooby Doo
  - Phim hoạt hình Mr. Bean (2001-2004, 2015)

### Điện ảnh
| Năm  | Phim                                | Vai diễn                   | Ghi chú            |
| ---- | ----------------------------------- | -------------------------- | ------------------ |
| 1979 | The Secret Policeman's Ball         | Nhiều vai diễn             |                    |
| 1981 | Fundamental Frolics                 | Bản thân                   |                    |
| 1981 | The Secret Policeman's Ball         | Nhiều vai diễn             |                    |
| 1982 | The Secret Policeman's Other Ball   | Bản thân & nhiều vai diễn  |                    |
| 1983 | Dead on Time                        | Bernard Fripp              |                    |
| 1983 | Never Say Never Again               | Nigel Small-Fawcett        |                    |
| 1989 | The Appointments of Dennis Jennings | Bác sĩ Schooner            |                    |
| 1989 | The Tall Guy                        | Ron Anderson               |                    |
| 1990 | The Witches (1990)                  | Ông Stringer               |                    |
| 1991 | The Driven Man                      | Bản thân                   |                    |
| 1993 | Hot Shots! Part Deux                | Dexter Hayman              |                    |
| 1994 | Four Weddings and a Funeral         | Cha Gerald                 |                    |
| 1994 | The Lion King                       | Zazu (lồng tiếng)          |                    |
| 1997 | Mr.Bean                             | Mr. Bean                   |                    |
| 2000 | Maybe Baby                          | Ông James                  |                    |
| 2001 | Rat Race                            | Enrico Pollini             |                    |
| 2002 | Scooby-Doo                          | Emile Mondavarious         |                    |
| 2003 | Johnny English                      | Johnny English             |                    |
| 2003 | Love Actually                       | Rufus                      |                    |
| 2005 | Keeping Mum                         | Reverend Walter Goodfellow |                    |
| 2005 | Spider-Plant Man                    | Mr. Bean và Peter Piper    |                    |
| 2007 | Mr. Bean's Holiday                  | Mr. Bean                   |                    |
| 2009 | David Copperfield                   | Chưa rõ                    |                    |
| 2011 | Johnny English Reborn               | Johnny English             |                    |
| 2017 | Huan Le Xi Ju Ren                   | Mr. Bean                   | Cameo              |
| 2018 | Johnny English Strikes Again        | Johnny English             | Also producer      |
| 2022 | Man vs Bee                          | Trevor Bingley             |                    |
| 2023 | Wonka (phim 2023)                   | Cha Julius                 | Vai diễn khách mời |

### Live show
- Rowan Atkinson Live (2007), một DVD ra mắt năm 1991 tại Boston

1. A Warm Welcome
2. Fatal Beatings
3. And Now From Nazareth, The Amazing...
4. Invisible Man
5. The Good Loser
6. Elementary Dating
7. Guys After The Game
8. It Started With A Sneeze
9. With Friends Like These...

### Âm nhạc

#### Album
- Rowan Atkinson Live in Belfast (1980, tái bản 1996)
- Not Just a Pretty Face (1987, tái bản 1994)

#### Kịch bản
- The Secret Policeman's Ball (1979)
- Not The Nine O'Clock News – The Album (1980)
- We Are Most Amused: The Best of British Comedy (1981)

## Các giải thưởng
- Variety Club giải thưởng Nhân vật của năm do BBC bình chọn - năm 1980[3]
- BAFTA Best Light Entertainment Performance - 1989[3]